# 「艦これ」いつかあの海で
『「艦これ」いつかあの海で』（かんこれ いつかあのうみで、英：Fleet Girls Collection "KanColle" 1944 -I・TSU・KA・A・NO・U・MI・DE-）は、合同会社EXNOA（DMM GAMES）のブラウザゲーム『艦隊これくしょん -艦これ-』を原作とする日本のテレビアニメ。2022年11月よりTOKYO MXほかにて放送された。

## 概要
『艦これ』を原作とするアニメ作品としては2015年1月から3月までディオメディアの制作で放送されたテレビシリーズ『艦隊これくしょん -艦これ-』（以下「第1期」）および、2016年11月28日公開のアニメ映画『劇場版 艦これ』以来となる。第1期の最終話で「特報 続編制作決定」が告知された後、同年8月にパシフィコ横浜で開催されたイベント「第二回 『艦これ』観艦式」で劇場版の制作を発表した際に「制作はTVシリーズ続編と同時進行」と説明されていたが、テレビシリーズ第2期（以下「第2期」）に関しては劇場版の公開後も2年余り続報の無いままであった。
2019年1月、日本武道館で開催されたイベント「『艦これ』新春鎮守府JAZZ祭り2019 in 日本武道館」において第2期のプロモーションビデオ（PV）が初めて上映され、この席上で第2期の制作会社が前年の設立から日が浅いENGIであることが公表された。ENGIが元請となるテレビアニメでは最初に発表されたにも関わらず、それ以降は後から発表された他のアニメ作品5タイトルが同年10 - 12月放送の『旗揚！ けものみち』を皮切りに相次いで放送される状況が続いていた。
KADOKAWAが同年11月14日に公表した中間決算資料では27ページに“大ヒットIP「艦隊これくしょん」のTVアニメシリーズ第2期制作”と記述されたものの、掲載されたキービジュアルは第1期の流用であった。2021年になり『ファミ通』5月13・20日号（4月28日発売）掲載の特集記事で第2期の設定画を部分的に公開し、6月10日発売の『コンプティーク』7月号ではPVからのスチル画像が初めて掲載されたが、その間もアニメ雑誌『月刊ニュータイプ』では本作の関連情報がまったく取り上げられない状況が長く続き、同誌上では放送予定2か月前の2022年10月号（9月9日発売）に初めて情報が掲載された。
2022年1月に「今秋放送予定」とするスケジュールおよび、第2期のストーリーが第1期および劇場版とは連続していない旨のプレスリリースが行われた。監督にはENGIの設立以来、同社が制作した大半のテレビシリーズを手掛けて来た三浦和也が本作と同時期放送の『宇崎ちゃんは遊びたい！ ω』の監督と掛け持ちで起用されている。

表題は2019年にPVをイベント限定で上映して以降も長らく未確定であったが、2022年3月開催のAnimeJapanにおいて、『「艦これ」いつかあの海で』と発表された。表題中、前半部分の“「艦これ」”は合同会社EXNOA、後半部分の“いつかあの海で”は株式会社C2プレパラートがそれぞれ別々に商標登録している状態であり、権利関係が複雑になっている。本作ロゴで使用している英語表記「KanColle」もEXNOAの登録商標である。

コピーライトは前作と異なり原作元の『C2機関』（株式会社C2プレパラート）、『KADOKAWA』、『「艦これ」第二水雷戦隊』（製作委員会）の3組に分ける形となった。
2022年4月1日、KADOKAWAのYouTubeチャンネルで過去3年にわたりイベント限定で上映されて来たPVがオンライン公開された。
2022年9月、ディオメディアが制作した第1期およびその劇場版用に使われていたTwitterアカウント（@anime_KanColle）から過去の投稿を全て削除すると共にプロフィールなどの変更を行い、本作用のアカウントとして転用された。一度アカウント削除して作り直したわけではないのでフォロー・フォロワーは全て引き継がれている。これらの削除・変更は予告なく行われ、転用した旨の事後報告も行っていない。

前作アニメの公式サイトおよびニコニコ動画のチャンネルでは、2023年9月の時点でTwitterのツイートがサイト内で表示されるレイアウトになっているが、前作の情報が全て消されて本作用に変更されてしまったために情報・告知源として意味をなさなくなってしまっている。

## 度重なる放送中断
本作は当初、2022年秋クールの11月から12月にかけて全8話を放送し、年内に完結する予定であった。しかし、以下の通り長期の放送中断が複数回にわたって発生しており、完結が2023年に持ち越される事態となっている。
ENGIが本作と同じ2022年秋クール作品として制作した『宇崎ちゃんは遊びたい! ω』および『新米錬金術師の店舗経営』に関しては、両作とも特に制作上の都合による延期などの問題が発生することはなく、平常通りのスケジュールで放送され2022年12月中に完結した。

### 制作現場の背景
前述の通り2015年3月（アニメ最終話）と8月（イベント）に続編制作が発表され、2016年公開の劇場版と並行して制作しているという話だったが、それ以降まったく動きが見えない状況が続いた。2019年1月にPVが公開されたが、時折「打ち合わせをしている」と関係者がツイートしている程度で依然として具体的な続報はない状況が続いた。ようやく本格的に動きが表に出てきたのは、既に発表から7年が経過していた2022年3月だった。
放送時期と話数が発表された2022年3月時点では取材に対して「予算を含めて、本来12話のリソースをすべて8話に集中してクオリティをあげるという手法を採用しました」「収録も3話まで完了している」と万全の制作体制をアピールしていた。ただ、第2話のボイス収録は2021年7月だったと明かしており、半年以上かけて1話分しか作業が進んでいないということになる。2016年に制作を始めたのなら6年かけて3話分という計算になる。
更に半年経過し放送直前である2022年9月になっても打ち合わせが続いていることをC2機関公式Twitter（@C2_STAFF）でシリーズ構成・脚本担当の田中謙介が自ら露呈。さらに初回放送日の約2週間前である2022年10月16日にオープニング曲のレコーディングをしているという状況だった。

### 延期1回目（第4話）
第4話の放送予定時刻（2022年11月25日午前0時30分）の12時間前である24日午後12時30分頃に「制作の都合」を理由として3週間後の12月16日（15日深夜）に放送を延期することを突然発表し、各放送局は急遽決まった再放送の対応に追われることとなった。
大きな災害・事件・事故と番組内容が似ていることによる自粛、関係者の事件・事故による放送見合わせによって放送直前に番組内容変更を行うのはこれまでも多々発生しているが、制作が間に合わない・クオリティ不足を理由とした放送当日の直前変更は極めて稀である。あまりにも唐突だったため、新聞社によっては朝刊はおろか夕刊でも修正が間に合わずテレビ欄は「第4話放送」のままとなっていた。
後日、再放送扱いで流された第3話は電子番組ガイドにて番組タイトルに「更新版」と記載があり、複数の修正があった。

### 延期2回目（第6話以降）
2022年12月9日に発売された『月刊ニュータイプ』2023年1月号の番組表では、第4話の放送日については「12/15」と記載されていたものの、第5話以降については「12/22以降の放送に関する情報は公式サイトをご確認ください。」という記載のみで、具体的な情報は載っていなかった。
12月19日になると第6話以降の放送が「23年1月放送予定」と再延期されることがアニメ公式Twitterで発表された。最速は2023年1月19日、最遅では2023年2月2日と幅があり、放送時間変更も発生している。この延期を受け、ニコニコ生放送で毎週予定されていた第6話～第8話の放送枠は一旦全て中止扱いで消去された。1回目の延期の際は放送日を順延するだけで放送枠の消去はしていなかった。
2023年1月3日に行われたイベント「C2機関 鎮守府新春New Year SHIGURE Live! 2023」において、菊池剛（当時KADOKAWA執行役員Chief Anime Officer（CAO）兼 Chief IP Licensing Officer（CLO）、角川アーキテクチャ代表取締役社長、ENGI取締役）が登壇。6話については予告通り2023年1月、7話「海上遊撃戦」は2023年2月、最終話の8話「いつかあの海で」は2023年3月という月1回ペースの不定期放送となることを発表した。

同時に「ENGIの体制の不備」「新型コロナウイルスの影響」を延期理由として挙げ「2022年秋の段階で脚本・収録・絵コンテの作業は終わっており、KADOKAWAの責任で放送は必ず行う」と釈明した。一方で、同時期の他2作品は予定通り制作・放送されたのになぜ本作だけ制作が遅くなり度々の延期発生という事態になったのかや、監督が掛け持ちとなった『宇崎ちゃんは遊びたい! ω』を含めて同時期にENGI元請を3作同時編成とした親会社のKADOKAWAによる判断の是非についての釈明は行われなかった。
2023年1月17日には、田中謙介が更新するC2機関公式Twitter（@C2_STAFF）が「月一のお楽しみとなりました「艦これ」新作TVアニメーション【いつかあの海で】」と月1回ペースの不定期放送となったことを周知の事実のようにアナウンスした。しかし、この時点において不定期放送となることは先のイベント内で菊池剛が口頭によって参加者に伝えただけであり、ほとんどの視聴者には伝えていない情報だった。
2月12日に更新されたアニメの公式サイトでのお知らせで、最終話の放送予定を公表した時に「（新型コロナウイルスの）国内外における感染拡大等により映像制作スケジュールに影響が生じた」ことを初めて延期理由に挙げた。
3月25日にようやく第8話（最終回）が放送され完結した。理由は不明だが、この回のみエンディングテロップで『最終話協力　「艦これ」運営鎮守府（C2プレパラート）』と大きく表示されている。

また、第8話は中国の杭州神在動画有限公司が原画の外注を受け制作したものの「スタッフの問題ではなく、C2プレパラートの要望によりクレジットから（社名もスタッフ名も）削除された」と中国で広く使われているSNSである微博において杭州神在動画有限公司の公式アカウントが発言していることが確認されている。

## あらすじ
英題に含まれる「1944」の数字から、レイテ沖海戦をベースにしたストーリーとなることが示唆されている。また、前作の舞台となった鎮守府は場所が明言されていなかったが、本作の舞台は佐世保鎮守府であることが放送前に公表されている。
時代設定については「今から少し昔…あるいは、少しだけ先の未来」と第1話冒頭のナレーションで説明されている。
内容としてはレイテ沖海戦のスリガオ海峡海戦以降の戦争を基盤にしつつも、一部の艦の除籍・撃沈の時期が異なるIFストーリーとして展開されている。
スリガオ海峡編（1～3話）
海底より生まれ人類に牙をむく敵性艦艇群・深海棲艦と呼ばれる異形の敵に、唯一対抗できる存在である在りし日の艦艇の魂をその身に宿す少女・艦娘は海を取り戻すべく戦いを挑む。しかし、圧倒的な物量を誇る深海棲艦の前に、彼女達は傷つき斃れ、戦局は大きく傾きつつあった。
ある日、艦隊の再編成により新たに「第一遊撃部隊第三部隊」(通称・1YB3H)に配属された駆逐艦・時雨。しかし、その艦隊は旧式戦艦2隻(扶桑・山城)に航空巡洋艦1隻(最上)、自身を含めた駆逐艦4隻(満潮・朝雲・山雲)で編成された寄せ集めとも言えるような艦隊であり、更に旗艦となった山城からこの艦隊は「主力部隊を無事に海峡に突入させるための囮の部隊」であることを告げられる。それを聞かされた時雨は複雑な想いを抱きながらも、任務を完遂すべく1YB3Hの仲間と共にスリガオ海峡への突入を開始する。
海峡の深海棲艦の攻撃で手傷を負いながらもこれを撃退し、進軍する1YB3H。その海峡の先に待ち受けていたのは多数の主力深海棲艦とそれを率いる扶桑及び山城によく似た姿をした2人の深海棲艦・海峡夜棲姫であった。
主力深海棲艦に追い詰められ絶体絶命の中、彼女らの前に援軍が駆けつける。それは1YB3Hの活躍によって無事に海峡に突入することができた艦隊の主力部隊であった。戦況が好転したことで海峡夜棲姫を討つ好機を見出した山城は、時雨を引き連れ一気に海峡夜棲姫に肉薄する。そして、時雨の協力で山城は至近距離まで接近し海峡夜棲姫へ主砲を放つ。その一撃が決定打となって、海峡夜棲姫は消滅し艦隊は勝利を収めた。
佐世保編（4話～6話）
スリガオ海峡での戦いに勝利した時雨。しかし、この戦いの艦娘への被害も大きく1YB3Hからは時雨・最上以外が退役したことにより事実上解体となってしまった。佐世保鎮守府に帰投し、山城達の退役を見届けた時雨は提督の命により暫しの休息を与えられる。時雨は佐世保での観光中、雪風と旅館で同室となったことをきっかけに共に佐世保を旅行し、彼女と親交を深める。そして、時雨は次なる作戦のため矢矧が旗艦を務める第二水雷戦隊への異動を命じられるのであった。
残された精鋭の駆逐艦で再編成した「第二水雷戦隊」（通称・二水戦）は、次の深海棲艦との海戦に備え各艦娘の練度向上を目的に演習を行う。それぞれの艦娘が己の実力を披露する中、この演習に実戦形式で参加していた矢矧は時雨と雪風の演習での活躍に可能性を見出すのであった。
作戦に必要となる戦略物資輸送のため、伊勢・日向・大淀・霞・初霜・朝霜・清霜の7人は「完部隊」を編成し、昭南へと向かう。一方、時雨は龍鳳との再会を果たし磯風・浜風・雪風と共に彼女の護衛と基地航空隊用の新型爆撃機の台湾への輸送を目的としたヒ87船団での活動を命じられる。だが、出撃直前に雪風が体調不良になってしまい、やむなく彼女を置いて出撃することになった。
大雨の輸送作戦の最中、近海周辺にまで侵攻していた無数の敵潜水艦の襲撃を受ける時雨達。敵の余りの多さに爆雷も使い果たし時雨は心が折れそうになる。だが、山城の幻聴を聞き、彼女からの贈り物が爆雷であることに気付いた時雨はこれを用いて窮地を脱する。直後、救援に駆け付けた海防艦4隻の援護で潜水艦の大群は駆逐され、輸送作戦は無事に完遂された。
海上遊撃編（7話）
日向率いる完部隊は輸送作戦を成功させ、呉鎮守府へ物資を届けることに成功する。この物資を活用して呉鎮守府の最高戦力である戦艦大和ら主力艦への補給を済ませ、南西諸島で勢力を強める主力深海棲艦との最後の決戦に備える。呉からの艦娘の派遣を待つ間、佐世保鎮守府に残った二水戦及び最上は遊撃部隊を編成して、南西諸島方面の主力深海棲艦の弱体化を目的に後方補給兵站部隊への継続的な攻撃を決行する。
矢矧・最上・磯風・浜風・雪風・涼月・冬月からなる遊撃部隊は夕刻に出撃を開始する。一方、1人残された時雨は提督と矢矧の要望により戦力拡充を目的とした大規模改装を受け、新たに「時雨改三」となる。そして、無事に帰還したものの遊撃作戦で負傷した浜風に代わって時雨は遊撃部隊として出撃することを決意する。
終結（8話）
遂に敵深海棲艦の最終侵攻が開始され、艦娘の母港の一つである呉鎮守府は敵機の攻撃を受け、迎撃に出た艦娘の奮闘も空しく基地は壊滅。呉にいた艦娘達はほとんどが戦闘不能となった。提督は南西諸島絶対防衛線を構築して守りを固めることを計画するも、既に侵攻を受けている南西諸島沖の海は浸食され赤く染まりつつあった。
提督は敵の大部隊を邀撃するため、生き残っている最後の味方機動部隊が攻撃を行いつつ敵航空戦力を海域北方へと誘引。その間隙に、大和および矢矧率いる二水戦からなる第一遊撃部隊が敵侵攻大部隊の中枢へと切り込み、敵の輸送船団を壊滅させ、余力があれば反転して敵主力部隊も撃滅するという、一分の勝機に賭けた作戦行動を開始。
艦娘達は一斉に最後の出撃に挑んだが、圧倒的に不利な状況はどうにもならなかった。味方機動部隊は敵航空戦力の誘引には成功したものの、第一次攻撃で艦載機の殆どを喪失。「第二次攻撃を敢行する」という決別電報の後に連絡途絶。大和率いる第一遊撃部隊も敵を倒しながら南西諸島に向かって進むが、激しい反撃により多数が重傷を負う。突如WarspiteやIowaなど複数の艦娘が海外から救援に駆け付けたものの戦局を覆すには至らず、艦娘達は撃沈され海に沈んでいく。
こうして深海棲艦の前に艦娘達は全滅。鎮守府に大勢いた艦娘は一人もいなくなり、全ての戦力を失った。
エピローグ（8話後半）
人々は平穏な日々を過ごしており、街や文明は大きく発展。東京スカイツリーや東京タワー、東京三越本店によく似た建物の近くには、艦娘として戦っていた少女達によく似た子達が日常生活を送っていた。街中を自動車が右側通行で走っていることから、現代の日本とよく似ているものの何かが違う世界のようである。
最終侵攻からエピローグに至るまでの間に何が起きたのかは説明されない。
時雨によく似た少女は一隻のボートに座っていた。艦娘の時雨がかつてそうしていたように、膝の上に蜜柑を載せながら。
エンディング終了後、登場した一部のキャラクター紹介として、キャラクターの姿と名前、モチーフとなっている第二次世界大戦において実在した軍艦の進水した年（または就役した年）～撃沈した年（または退役した年）が黒背景で流れ、最後に『未来を生きる人たちへ』というメッセージが表示されて話は終わる。

## 登場人物

### 第一遊撃部隊第三部隊（1YB3H）
時雨（しぐれ）
本作の主人公。艦級は駆逐艦。数々の戦場を生き抜いた経歴から「佐世保の時雨」とも呼ばれている。以前は第二十七駆逐隊に所属していたが、自分以外の艦娘が壊滅に追い込まれた過去を持つ。本編開始時点では第二水雷戦隊に所属していたが、第一遊撃部隊第三部隊への異動を命じられた。
穏やかで心優しい性格だが、戦況が悪化する中でも「止まない雨はない」を己の信条にしながら戦い続ける芯の強さも持つ。
スリガオ海峡突入前に、山城から「たとえ私が居なくなったとしても艦隊と姉さま（扶桑）を守って」という言葉と共に髪飾りを譲り受ける。
スリガオ海峡編では仲間達に気を配りながら深海棲艦と戦い、終盤には山城の海峡夜棲姫への接近を主砲と魚雷で援護し、山城が攻撃する隙を作り出した。
佐世保編では佐世保での観光中、旅館で同室となった雪風と親しくなる。その後の演習では即興でありながら、矢矧も目を見張るほどの雪風との連携を見せた。また、この演習を機にお互いのことを「ゆき」・「ぐれ」と呼び合う仲になる。
龍鳳の護衛の際、敵潜水艦の数の多さに爆雷を切らし心も折られそうになるが、山城が遺した新型の爆雷のお陰で無事に生還する。
海上遊撃編では提督から「過去は変えられないが、それを見据えることで未来を変えることはできる」という激励と共に大規模改装を受け、これまでの自身の戦歴・経験・練度を下敷きに新たな力を手に入れた時雨改三となる。
最上（もがみ）
艦級は航空巡洋艦。素直で明るい性格で、時雨の姉貴分のような存在。艦隊唯一の航空戦力で、砲撃の他に自身が保有する水上機で索敵や航空支援も行う。
艤装の中では特に瑞雲がお気に入りで、第四航空戦隊が預けた特別な瑞雲を山城から受け取った際には大喜びしている。
スリガオ海峡編では自身の水上機で索敵・敵水上機の撃破及び第二遊撃部隊への通信を担い、海峡の奥では時雨を庇いながら最後まで戦い抜いた。
佐世保編では先の海戦での艤装の修理が演習までに間に合わないことに対して不満を述べている反面、艤装整備長が作る新たな艤装の完成を楽しみにしている。
海上遊撃編では先の海戦の戦歴と経験を元に航空能力を強化した最上改二となり、矢矧らと共に遊撃部隊として敵補給兵站部隊を攻撃している。
山城（やましろ）
時雨達が所属する第一遊撃部隊第三部隊の旗艦を務める。艦級は戦艦。やや気性が荒く、戦闘の度に大きく負傷することへの陰口を言われて怒り狂う姿も見られる。その経歴から「不幸だわ…」が口癖になっている。
順風満帆とは言えない経歴に加え、艦隊の旗艦という重圧から時雨達にも高圧的に当たるが負けん気も持ち合わせており、自身の艦隊が囮であることを知っても「囮で終わるつもりはない」という気概を見せる。
他の艦娘には突っかかるが、姉の扶桑のことは敬愛している。また、時雨については口は悪いながらも何かと気にかけており、スリガオ海峡突入前には時雨に自身の髪飾りの一部を手渡す。
スリガオ海峡編では扶桑の負傷に冷静さを欠く姿も散見されたが、旗艦として艦隊を指揮し最終的には時雨の協力を得て海峡の奥で深海棲艦を率いていた海峡夜棲姫へ致命傷を与える戦果を挙げた。だが、この戦闘での大怪我が原因で艦娘としての責務を果たせなくなったことにより扶桑共々退役することになった。その際、時雨にある贈り物を渡している。後にこれが新型の爆雷であることが判明し、潜水艦の大群によって追い込まれた時雨の窮地を救った。
扶桑（ふそう）
山城の姉で艦隊の主力を担う。艦級は戦艦。山城とは対照的におっとりとした性格で、何かと暴走しがちな山城を優しく窘める役割を持っているが、姉妹仲は良好で第一遊撃部隊第三部隊の仲間達のことも優しく見守っている。
スリガオ海峡編では艦隊の中で最も大きな被害を受け、山城や仲間達から心配されるが扶桑型戦艦の意地を見せ、最後まで戦い抜いたが、この戦闘での大怪我により退役することになった。退役の際、左薬指に指輪が確認できるため提督とケッコンカッコカリをしていたと思われる。
朝雲（あさぐも）
艦級は駆逐艦。勝ち気で自尊心が高く、第一遊撃部隊第三部隊の顔合わせの際には、旗艦の重圧から思わず駆逐艦を軽んじる失言をした山城に苦情を言っている。
同じ艦隊の山雲を特に気遣っており、彼女のことを「山ちゃん」と呼ぶ。
スリガオ海峡編では山雲との連携を駆使しながら戦い抜いたが、この戦闘での大怪我により退役することになった。
山雲（やまぐも）
朝雲の妹。艦級は駆逐艦。のんびり屋で語尾を伸ばすゆったりとしたしゃべり方をする。
ゲーム版とは異なり朝雲のことを「朝ちゃん」と呼ぶ。
スリガオ海峡編では朝雲との連携を駆使しながら戦い抜いたが、この戦闘での大怪我により退役することになった。
満潮（みちしお）
朝雲と山雲の姉。艦級は駆逐艦。強気で少々きつい性格。
朝雲・山雲と同型艦ではあるが、仲良しな二人に比べてやや距離感がある。
スリガオ海峡編では自分達の運命を自嘲しながらも戦い抜いたが、この戦闘での大怪我により退役することになった。

### 再編第二水雷戦隊（二水戦）
矢矧（やはぎ）
艦級は軽巡洋艦。机には前任の第二水雷戦隊旗艦だった神通の写真と自身を含む阿賀野型四姉妹の集合写真が飾られている。
スリガオ海峡編では第一遊撃部隊第一部隊の一員として大和と共に主砲で主力深海棲艦を攻撃した。
佐世保編では再編された第二水雷戦隊の旗艦を務め、山城が遺した戦闘詳報を参考に艦隊の編成を決めている。演習では各艦娘の実力を見極めつつ、初霜と響からの攻撃を易々と躱すなど実力の高さを見せている。
艦娘の中では特に時雨と雪風に期待を寄せている。
海上遊撃編では遊撃部隊の旗艦を務め、最上と共に航空索敵をしており、提督への作戦の戦果の報告も行っている。
大淀（おおよど）
艦級は軽巡洋艦。普段は提督の秘書艦として働いている。
佐世保編で登場し、演習では審判を務めた。
その後は伊勢・日向・霞・朝霜・初霜・清霜らと完部隊の一員として輸送作戦に参加し、負傷しながらも呉鎮守府に物資を届けている。
霞（かすみ）
艦級は駆逐艦。落ち着いた性格。
スリガオ海峡編では第二遊撃部隊の一員として主砲で主力深海棲艦を撃破した。
佐世保編では演習で朝霜・清霜と共に戦い、最初に脱落した清霜に苦言を呈した。
朝霜（あさしも）
艦級は駆逐艦。好戦的な性格。
スリガオ海峡編では第一遊撃部隊第一部隊の一員として主砲で主力深海棲艦を攻撃した。
佐世保編では演習で霞・清霜と共に戦い、最初に脱落した清霜を慰めた。
清霜（きよしも）
艦級は駆逐艦。
佐世保編では演習で霞・朝霜と共に戦うが、磯風達の演習弾をまともに受けてしまい最初の脱落者となった。
磯風（いそかぜ）
艦級は駆逐艦。武人気質で生真面目な性格。
佐世保編では山城達の退役で落ち込む時雨に対し、仲間がいなくなっていく惨状を目の当たりにしても艦娘として戦い続ける覚悟があるか問いかけた。
演習では浜風・雪風と共に戦うが、砲撃に集中しすぎて上空の索敵がおろそかになり瑞雲の爆撃を躱せず演習弾を受けてしまった。
艦娘としての責任感が強く、自らの不摂生が原因でヒ87船団の輸送作戦に参加できなくなった雪風に非難の眼差しを見せている。
浜風（はまかぜ）
艦級は駆逐艦。スリガオ海峡編では部屋で待機していた時雨に新たな艦隊の編成が決まったことを伝えた。
佐世保編では第二水雷戦隊へ異動し、演習では磯風・雪風と共に戦うが、瑞雲の爆撃を躱せず演習弾を受けてしまった。
海上遊撃編では遊撃部隊として矢矧らと共に出撃したが、負傷している。
雪風（ゆきかぜ）
艦級は駆逐艦。数々の戦場を戦い抜いた経歴から「呉の雪風」の異名を持つ。明るく天真爛漫な性格。神出鬼没で自由人でもあり浜風の時雨・磯風への差し入れの食事を掠め取ったり、遊撃作戦の帰還時には自らの艤装を投げ捨て整備員を混乱させている。
スリガオ海峡編では山城と時雨を攻撃しようとした戦艦ル級の射線に割って入り、挑発しながらすれ違いざまに5本の魚雷を放ち、戦艦ル級を撃破した。
佐世保編では旅館で時雨と同室となったことを機に親しくなる。その後は第二水雷戦隊へ異動となり、演習では誰よりも先に演習用瑞雲の爆撃に気付いたり、水中に潜む伊47と伊58を発見して即座に爆雷で反撃するなど索敵能力の高さを見せている。
ヒ87船団での活動を命じられていたが、蜜柑の食べ過ぎで機関部の故障を起こし出撃できなくなってしまう。
その後の海上遊撃編では故障から立ち直り、遊撃部隊として矢矧らと共に出撃している。
初霜（はつしも）
艦級は駆逐艦。佐世保編では部屋で待機していた時雨に提督からの呼び出しがあったことを伝えた。
演習では響・時雨と共に戦うが、標的の矢矧に攻撃を当てることができず反撃を受けている。
完部隊の輸送作戦後は響と共に佐世保との連絡役として呉鎮守府で待機している。
響（ひびき）
艦級は駆逐艦。佐世保編では初霜と共に朝食を採る第二水雷戦隊の面々へ矢矧からの召集命令を伝えた。
演習では初霜・時雨と共に戦うが、標的の矢矧に攻撃を当てることができず反撃を受けている。
時雨（しぐれ）

涼月（すずつき）
艦級は駆逐艦。冬月からは「涼（すず）」と呼ばれている。礼儀正しく、同僚の艦娘を「さん」付けで呼ぶ。農園を持っており、南瓜を育てている。
佐世保編では冬月と共に朝食の給仕を務め、自作の南瓜料理を振る舞った。対空砲撃を得意としており、演習では冬月との連携に演習用瑞雲を撃退した。
海上遊撃編では遊撃部隊として矢矧らと共に出撃したが、負傷し冬月に担がれながら帰還している。
冬月（ふゆつき）
艦級は駆逐艦。涼月からは「お冬さん」と呼ばれている。
佐世保編では涼月と共に朝食の給仕を務める。演習では涼月との連携で演習用瑞雲を撃退した。

### 第四航空戦隊
伊勢（いせ）・日向（ひゅうが）
艦級は共に航空戦艦。
スリガオ海峡編では山城を介して最上に瑞雲を渡している。
佐世保編では大淀らを加えた完部隊を編成し、負傷しながらも昭南に防衛用の瑞雲を残しつつ呉鎮守府に物資を届けた。

### ヒ87船団
龍鳳（りゅうほう）
艦級は航空母艦。時雨の回想に登場し、時雨を随伴にして戦っていたが、敵艦載機の攻撃に晒される。
その後どうなったかは不明になっていたが、佐世保編にて時雨と再会を果たす。そして新型の爆撃機である彗星三三型の輸送のため、時雨達と共に台湾を目指す。輸送作戦完了後は呉鎮守府に配属される。
御蔵（みくら）・屋代（やしろ）・倉橋（くらはし）・第四号海防艦（だいよんごうかいぼうかん）
艦級はいずれも海防艦。輸送作戦中に潜水ソ級の大群に襲われる龍鳳や時雨達の援軍として駆けつけ、爆雷の一斉投下で彼女達の危機を救った。

### 呉鎮守府の艦娘
大和（やまと）
第一遊撃部隊第一部隊の主力艦を務める。艦級は戦艦。
スリガオ海峡編では海峡夜棲姫の出現で窮地に立たされた第一遊撃部隊第三部隊と第二遊撃部隊の援軍の第二陣として駆け付け、主砲で海峡夜棲姫に大きな被害を与えた。
最終話の出撃では艤装を大幅に強化した大和改二になっている。
榛名（はるな）
艦級は戦艦。
スリガオ海峡編では第一遊撃部隊第三部隊と第二遊撃部隊の援軍の第二陣として駆け付け、大和と共に主砲で主力深海棲艦を攻撃した。
呉鎮守府で姉の金剛の無事を願っていたが、利根が完部隊から聞いた金剛の現在を知って安心している。
最終話では利根達の援護により、呉鎮守府の空襲から脱出し、佐世保鎮守府へ向かっている。
利根（とね）
艦級は航空巡洋艦。完部隊からの伝聞で金剛の無事の知らせを榛名に伝えた。
非戦闘時は自分の名前が大きく印字された白いシャツを着用している。
最終話では呉鎮守府の仲間を置いていくことを躊躇う榛名の背中を押し、彼女の脱出までの時間を稼いだが、青葉・北上らと呉鎮守府で最期の運命を共にした。
青葉（あおば）
艦級は重巡洋艦。好奇心旺盛な性格。
常にカメラを持ち歩いており、出撃前に木陰で制服に着替え中の利根を勝手に写真に収めている。
北上（きたかみ）
艦級は雷巡洋艦。
他の艦娘のことを名前に「〇〇っち」とつけて呼ぶ。
竹（たけ）
艦級は駆逐艦。北上に蜜柑を投げ渡している。
伊203（いにひゃくさん）
艦級は潜水艦。
利根に次の出撃が近いことを知らせた。
迅鯨（じんげい）
艦級は潜水母艦。
伊203と共に利根達に食事を振る舞っている。

### 第七駆逐隊
潮（うしお）
艦級は駆逐艦。
スリガオ海峡編では第二遊撃部隊の一員として主砲で主力深海棲艦を撃破した。
呉鎮守府に滞在している初霜・響に食事を差し入れている。
曙（あけぼの）
艦級は駆逐艦。
スリガオ海峡編では第二遊撃部隊の一員として主砲で主力深海棲艦を撃破した。
出撃前の潮に自分が釣り上げた鯛を渡している。
漣（さざなみ）・朧（おぼろ）
艦級はいずれも駆逐艦。
出撃前の潮に卵と野菜を渡している。

### 第二遊撃部隊（2YB）
足柄（あしがら）
艦級は重巡洋艦。敵からの攻撃を受けても笑みを崩さない大胆不敵な性格。
スリガオ海峡編では最上の水上機からの通信を聞き、主力深海棲艦に苦戦を強いられる第一遊撃部隊第三部隊の援軍の第一陣として駆け付けた。
那智（なち）
足柄の姉。艦級は重巡洋艦。
スリガオ海峡編では主力深海棲艦に苦戦を強いられる第一遊撃部隊第三部隊の援軍の第一陣として駆け付けた。
阿武隈（あぶくま）
艦級は軽巡洋艦。指揮能力が高くないらしく、随伴の駆逐艦が勝手な行動をすることに頭を悩ませている。
スリガオ海峡編では第一遊撃部隊第三部隊の援軍の第一陣として駆け付け、魚雷で先陣を切って主力深海棲艦を撃破した。
不知火（しらぬい）
艦級は駆逐艦。
スリガオ海峡編では主砲で主力深海棲艦を撃破した。

### 第一遊撃部隊第一部隊（1YB1H）
大和（やまと）

妙高（みょうこう）・羽黒（はぐろ）
艦級はいずれも重巡洋艦。
スリガオ海峡編では第一遊撃部隊第三部隊と第二遊撃部隊の援軍の第二陣として駆け付け、大和と共に主砲で主力深海棲艦を攻撃した。
能代（のしろ）
艦級はいずれも軽巡洋艦。
スリガオ海峡編では第一遊撃部隊第三部隊と第二遊撃部隊の援軍の第二陣として駆け付け、大和と共に主砲で主力深海棲艦を攻撃した。
後に矢矧からレイテ沖での戦闘により退役したことが語られている。
長波（ながなみ）・岸波（きしなみ）・沖波（おきなみ）・藤波（ふじなみ）・浜波（はまなみ）・早霜（はやしも）・秋霜（あきしも）
艦級はいずれも駆逐艦。
スリガオ海峡編では第一遊撃部隊第三部隊と第二遊撃部隊の援軍の第二陣として駆け付け、大和と共に主砲で主力深海棲艦を攻撃した。

### 第一遊撃部隊第二部隊（1YB2H）
金剛（こんごう）
艦級は戦艦。
スリガオ海峡編では第一遊撃部隊第三部隊と第二遊撃部隊の援軍の第二陣として駆け付け、大和と共に主砲で主力深海棲艦を攻撃した。
レイテ沖からの帰還中に潜水艦の奇襲を受けるが無事に台湾に戻り、現在療養中であることが磯風と利根の発言から明らかになっている。
榛名（はるな）

矢矧（やはぎ）

利根（とね）

雪風（ゆきかぜ）

浜風（はまかぜ）

浦風（うらかぜ）
艦級は駆逐艦。レイテ沖で金剛の随伴艦として活動していたが、潜水艦の魚雷を受け退役したことが磯風から語られている。

### 残存機動部隊
鳳翔（ほうしょう）
艦級は航空母艦。最後の戦いにおいて、大和達の勝利を願いながら、深海棲艦の大部隊へ戦いを挑む。
酒匂（さかわ）
艦級は軽巡洋艦。矢矧の妹。矢矧に強い憧れがあるのか、羨望の眼差しを見せている。
桐（きり）
艦級は駆逐艦。

### その他の艦娘
白露（しらつゆ）
時雨の姉。艦級は駆逐艦。時雨の回想に登場し、時雨と共に戦っていたが大怪我により退役。時雨の無事を願いながら佐世保鎮守府から去っていった。
神通（じんつう）
艦級は軽巡洋艦。第二水雷戦隊の前任の旗艦であり、矢矧からは尊敬の念を込めて「名二水戦旗艦神通」と呼ばれている。
択捉（えとろふ）・対馬（つしま）・日振（ひぶり）・大東（だいとう）・第三〇号海防艦（だいさんじゅうごうかいぼうかん）
艦級はいずれも海防艦。第二水雷戦隊が出撃するまでの間の海上航路の維持・兵站輸送を担っている。
伊47（いよんじゅうなな）・伊58（いごじゅうはち）
艦級はいずれも潜水艦。佐世保編の演習で時雨に水中から奇襲を仕掛けるが、雪風の注意で攻撃を回避された上にそのまま爆雷での反撃を受けて脱落した。
有明（ありあけ）・夕暮（ゆうぐれ）
艦級は共に駆逐艦。大規模改装を受ける時雨の回想に白露と共に登場している。現在どうなっているのかは不明。

### 海外の艦娘
Warspite（ウォースパイト）・Iowa（アイオワ）・South Dakota（サウスダコタ）・Washington（ワシントン）・Victorious（ヴィクトリアス）・Fletcher（フレッチャー）・Sheffield（シェフィールド）・Janus（ジェーナス）
最終話において大和率いる第一遊撃艦隊の危機に参戦した海外の艦娘。僅かではあるが、第一遊撃艦隊と共に敵深海棲艦への砲撃を行なった。これらの元となった艦船は全てアメリカ・イギリスなど連合国のものである。ゲームの艦これには大日本帝国と軍事同盟を結んでいたドイツ・イタリアなど枢軸国の艦船も複数実装されているが、本作には一隻も登場していない。

### 深海棲艦
PT小鬼群
直立した赤子のような人型の敵で両脇の魚雷管と不気味な笑い声が特徴。艦娘からは「魚雷艇」と呼ばれている。足が速く、持ち前の素早さを活かして艦娘の攻撃を回避しながら魚雷での反撃を行う。
ゲーム版同様、大型の艦よりも駆逐艦の攻撃の方が当たりやすくなっている。
スリガオ海峡編では二部隊に分かれた第一遊撃部隊第三部隊の両方に襲い掛かるが、時雨らの攻撃により撃退された。
駆逐ナ級
丸い体に背中の魚雷管と額と口の中に単装砲を一門ずつ持つ敵駆逐艦。艦娘からは「大型駆逐艦」と呼ばれている。駆逐艦の砲撃程度では傷つかない耐久性を持つ。
スリガオ海峡編では第一遊撃部隊第三部隊に襲い掛かり、特に扶桑へ大きな被害を与えた。海峡夜棲姫出現時には、数体が海峡夜棲姫の艤装に取り込まれ主砲の一部と化した。
重巡ネ級
口元が黒い襟のようなもので覆われ、右目が前髪と黒い物体で隠れた人型の敵重巡洋艦。
スリガオ海峡編では海峡夜棲姫の随伴として4隻が登場。第一遊撃部隊第三部隊と第二遊撃部隊に襲い掛かるが内1体が足柄に顔を掴まれ、主砲で撃破された。
戦艦ル級
全身黒づくめの格好に両前腕に艤装を装備した人型の敵戦艦。
スリガオ海峡編では海峡夜棲姫の随伴として4隻が登場。第一遊撃部隊第三部隊と第二遊撃部隊に襲い掛かるが、内1体が雪風の魚雷で撃破された。
海峡夜棲姫
白い服を着た扶桑似の人型と黒い服を着た山城似の人型の姉妹の深海棲艦で、スリガオ海峡の奥で深海棲艦を指揮していた戦艦。白い服の深海棲艦は幻で、戦闘中盤になると蜃気楼のように消えている。
随伴の深海棲艦と異なり言葉を話すことができ、自分達の元に到達した第一遊撃部隊第三部隊に向かって「ココハ地獄…ココガ貴方達ノ行キ止マリ…！」とあざ笑いながら攻撃を行う。実物の戦艦のような巨大な艤装を携える。この艤装は変幻自在で、他の深海棲艦を吸収したり刀の形に硬質化させて振り回すことも可能。
その圧倒的な火力で第一遊撃部隊第三部隊と第二遊撃部隊に襲い掛かるが、援軍として駆け付けた第一遊撃部隊第一部隊と第二部隊の攻撃で追い込まれ、最期は自身の艤装を駆け上がって接近した山城の主砲により撃破された。
潜水ソ級
単装砲がついた黒い帽子と長い黒髪が特徴の敵潜水艦。
佐世保編にて輸送作戦を行うヒ87船団の前に大群で出現し大量の魚雷で攻撃するも、爆雷で返り討ちにされた。

### その他
妖精
艦娘の手のひらに乗るくらい大きさの人型の存在で普段は艦娘の艤装内部や鎮守府の工廠施設に住んでいる。艦娘の戦闘時には、艤装の砲弾の装填・水上機の操縦・目視による索敵など艦娘を幅広く手助けする。
見た目は様々で、中には艦娘に似た姿の者もいる。話し声は聞こえないが、艦娘との意思疎通は可能。仲間意識もあり、撃墜された妖精に敬礼する姿も見られる。
提督
艦娘を指揮する司令官。佐世保鎮守府に所属している。
責任感が強く、扶桑・山城の退役の際には悔しそうな表情を見せつつも、最後まで戦い抜いた彼女らを労った。
艤装整備長
艦娘の艤装の開発・修理を担う中年の男性。最上からは「おやっさん」と呼ばれている。

## 声の出演
キャストは公式サイト掲載順。
- 藤田咲 - 扶桑、山城、雪風、涼月
- タニベユミ - 時雨
- 洲崎綾 - 最上、響、青葉、鳳翔
- 堀江由衣 - 朝雲、山雲
- 野水伊織 - 阿武隈
- 小倉唯 - 龍鳳
- 種田梨沙 - 那智、足柄
- 早坂梢 - 潮、曙
- 宮川若菜 - 満潮、霞
- 小松真奈 - 浜風
- 竹達彩奈 - 大和
- 山田悠希 - 矢矧、酒匂
- 川澄綾子 - 大淀、磯風
- 大坪由佳 - 伊勢、日向、北上、Washington
- 東山奈央 - 榛名、金剛、ナレーション
- 小林元子 - 初霜
- 金元寿子 - 清霜
- 茅野愛衣 - 朝霜
- 上坂すみれ - 冬月
- 内田秀 - 御蔵、Warspite
- 松岡美里 - 屋代、South Dakota
- 古川未央那 - 倉橋
- 八木侑紀 - 第三〇号海防艦
- 井口裕香 - 利根
- 橋本ちなみ - Iowa
- 成田剣 - 提督
- 京本政樹 - 艤装整備長

## スタッフ
- 原作・音楽制作 - C2機関
- 監督 - 三浦和也
- シリーズ構成・脚本 - 田中謙介
- キャラクターデザイン・総作画監督 - 能海知佳
- 美術監督・美術設定 - 渡邊聡
- 色彩設計 - のぼりはるこ
- 撮影監督 - 米屋真一
- 編集 - 小口理菜
- 音楽 - 大越香里
- 音響監督 - 今泉雄一
- コンテンツアドバイザリーボード - 井上伸一郎
- プロデューサー - 笠原周造、加藤剛
- ラインプロデューサー - 安藤圭一
- アニメーション制作 - ENGI
- 製作 - C2機関 / KADOKAWA / 「艦これ」第二水雷戦隊

## 主題歌・挿入歌
OP、EDどちらも角川アーキテクチャから2023年2月14日発売
「時雨」
龍玄としによるオープニングテーマ。作詞はminatoku、作曲はKaori Ohkoshi。
最終話ではエンディング終了後、この曲と共に改めて登場した各キャラクター紹介として、キャラクターの姿と名前、モチーフとなっている第二次世界大戦において実在した軍艦の進水した年（または就役した年）～撃沈した年（または退役した年）が遺影のように表示され、最後に『未来を生きる人たちへ』というメッセージが表示された。このシーンにどのような意味があるのかの説明はない。
「未来」
C2機関“1MYB”による第1-6話エンディングテーマ。作詞はminatoku、作曲はKaori Ohkoshi、編曲は矢野達也、小高光太郎。
「佐世保の時雨」
時雨 feat. タニベユミによる第7話エンディングテーマ。作詞はminatoku、作曲はKaori Ohkoshi。元は『艦娘想歌【陸】』収録曲。
「DIVA DIVA」
龍玄としによる第6話挿入歌。作詞は龍玄としとminatoku、作曲は龍玄とし。

## 各話リスト
| 話数          | サブタイトル   | 脚本     | 絵コンテ | 演出                  | 作画監督                                                                                     | 総作画監督                        | 初放送日       |
| ------------- | -------------- | -------- | -------- | --------------------- | -------------------------------------------------------------------------------------------- | --------------------------------- | -------------- |
| Episode-I     | 出撃の日       | 田中謙介 | 三浦和也 | 槙麻里奈              | 鯉川慎平 栗原学 鈴木政彦 能海知佳                                                            | 能海知佳                          | 2022年 11月4日 |
| Episode-II    | 海峡へ         | 田中謙介 | 三浦和也 | 福元しんいち          | 関友治 山野井亜実 仁内博樹 Lee Minjae Park Gayoung                                           | 栗原学 能海知佳                   | 11月11日       |
| Episode-III   | 海峡夜戦       | 田中謙介 | 三浦和也 | 槙麻里奈              | 鯉川慎平 鈴木政彦 増井良紀 宇井川真明 青沼ひかり 田守優希 渡辺真由美 手島勇人 Studio MarBean | 能海知佳 鯉川慎平                 | 11月18日       |
| Episode-IV    | 佐世保         | 田中謙介 | 三浦和也 | 金澤由季              | 西川真人 齋藤香織 櫻井拓郎 澤佳岳 金申英 小枝アニメーション                                  | 能海知佳                          | 12月16日       |
| Episode-V     | 二水戦         | 田中謙介 | 三浦和也 | 佐々木こうじ          | 高橋こう平 沼田彩夏 上戸はじめ                                                               | 能海知佳 栗原学 鈴木政彦          | 12月23日       |
| Episode-VI    | 暗雲           | 田中謙介 | 三浦和也 | 平田貴大              | Kang Hyeon-guk Shin Eun-ah Ko Yu-il Lee Seong-jin Shin Sung-min Han Jung-yi                  | 能海知佳 栗原学 鯉川慎平 鈴木政彦 | 2023年 1月20日 |
| Episode-VII   | 海上遊撃戦     | 田中謙介 | 三浦和也 | 鎌田祐輔              | 伊藤哲也 前田義宏 小沼克介 小野木三斉 幸野浩二 廣瀬智仁 樋口博美 西田美弥子                  | 能海知佳 栗原学                   | 2月12日        |
| Final Episode | いつかあの海で | 田中謙介 | 三浦和也 | 福元しんいち 槙麻里奈 | 宇井川真明 青沼ひかり 増井良紀 田守優希 河北岳                                               | 能海知佳 栗原学 鯉川慎平 鈴木政彦 | 3月25日        |

## 放送局
| 放送期間                  | 放送時間                     | 放送局     | 対象地域 | 備考                      |
| ------------------------- | ---------------------------- | ---------- | -------- | ------------------------- |
| 2022年11月4日 - 12月23日  | 金曜 0:30 - 1:00（木曜深夜） | TOKYO MX   | 東京都   |                           |
|                           |                              | BS11       | 日本全域 | BS放送 / 『ANIME+』枠     |
|                           | 金曜 1:00 - 1:30（木曜深夜） | KBS京都    | 京都府   |                           |
|                           | 金曜 1:30 - 2:00（木曜深夜） | サンテレビ | 兵庫県   | リピート放送あり          |
|                           | 金曜 22:30 - 23:00           | AT-X       | 日本全域 | CS放送 / リピート放送あり |
| 2022年11月5日 - 12月24日  | 土曜 2:05 - 2:35（金曜深夜） | テレビ愛知 | 愛知県   |                           |
| 2022年11月8日 - 12月27日  | 火曜 1:30 - 2:00（月曜深夜） | 中国放送   | 広島県   |                           |
|                           | 火曜 1:56 - 2:26（月曜深夜） | 北海道放送 | 北海道   |                           |
| 2022年11月11日 - 12月30日 | 金曜 1:25 - 1:55（木曜深夜） | 長崎放送   | 長崎県   |                           |

| 放送日        | 放送時間                     | 放送局     | 対象地域 | 備考                      |
| ------------- | ---------------------------- | ---------- | -------- | ------------------------- |
| 2023年1月20日 | 金曜 1:00 - 1:30（木曜深夜） | TOKYO MX   | 東京都   |                           |
|               |                              | サンテレビ | 兵庫県   | リピート放送は廃止        |
|               | 金曜 1:30 - 2:00（木曜深夜） | KBS京都    | 京都府   |                           |
| 2023年1月24日 | 火曜 1:00 - 1:30（月曜深夜） | AT-X       | 日本全域 | CS放送 / リピート放送あり |
|               | 火曜 1:55 - 2:25（月曜深夜） | 中国放送   | 広島県   |                           |
|               | 火曜 2:26 - 2:56（月曜深夜） | 北海道放送 | 北海道   |                           |
|               | 火曜 3:05 - 3:35（月曜深夜） | テレビ愛知 | 愛知県   |                           |
| 2023年1月27日 | 金曜 1:25 - 1:55（木曜深夜） | 長崎放送   | 長崎県   |                           |
| 2023年2月3日  | 金曜 1:00 - 1:30（木曜深夜） | BS11       | 日本全域 | BS放送 / 『ANIME+』枠     |

| 放送日        | 放送時間                     | 放送局     | 対象地域 | 備考                      |
| ------------- | ---------------------------- | ---------- | -------- | ------------------------- |
| 2023年2月12日 | 日曜 19:30 - 20:00           | TOKYO MX   | 東京都   |                           |
|               |                              | KBS京都    | 京都府   |                           |
|               |                              | AT-X       | 日本全域 | CS放送 / リピート放送あり |
| 2023年2月14日 | 火曜 3:05 - 3:35（月曜深夜） | テレビ愛知 | 愛知県   |                           |
| 2023年2月17日 | 金曜 1:00 - 1:30（木曜深夜） | BS11       | 日本全域 | BS放送 / 『ANIME+』枠     |
|               |                              | サンテレビ | 兵庫県   |                           |
|               | 金曜 1:25 - 1:55（木曜深夜） | 長崎放送   | 長崎県   |                           |
| 2023年2月21日 | 火曜 2:15 - 2:45（月曜深夜） | 中国放送   | 広島県   |                           |
|               | 火曜 2:26 - 2:56（月曜深夜） | 北海道放送 | 北海道   |                           |

| 放送日        | 放送時間                     | 放送局     | 対象地域 | 備考                      |
| ------------- | ---------------------------- | ---------- | -------- | ------------------------- |
| 2023年3月25日 | 土曜 20:30 - 21:00           | TOKYO MX   | 東京都   |                           |
|               |                              | KBS京都    | 京都府   |                           |
|               |                              | AT-X       | 日本全域 | CS放送 / リピート放送あり |
| 2023年3月28日 | 火曜 3:05 - 3:35（月曜深夜） | テレビ愛知 | 愛知県   |                           |
| 2023年3月31日 | 金曜 1:00 - 1:30（木曜深夜） | BS11       | 日本全域 | BS放送 / 『ANIME+』枠     |
|               |                              | サンテレビ | 兵庫県   |                           |
|               | 金曜 1:25 - 1:55（木曜深夜） | 長崎放送   | 長崎県   |                           |
| 2023年4月4日  | 火曜 1:56 - 2:26（月曜深夜） | 北海道放送 | 北海道   |                           |
|               | 火曜 2:15 - 2:45（月曜深夜） | 中国放送   | 広島県   |                           |

| 配信開始日    | 配信時間                           | 配信サイト |
| ------------- | ---------------------------------- | --- |
| 2022年11月4日 | 金曜 0:30 - 1:00（木曜深夜）       | ニコニコ生放送 |
|               | 金曜 0:30（木曜深夜） 以降順次更新 | dアニメストア niconico ABEMA GYAO! ひかりTV FOD バンダイチャンネル Hulu TELASA J:COMオンデマンド milplus U-NEXT アニメ放題 Amazon Prime Video Rakuten TV ビデオマーケット HAPPY!動画 music.jp クランクイン！ビデオ |
| 2022年12月1日 | 金曜 0:30 - 1:00（木曜深夜）       | DMM TV |

## BD / DVD
テレビCMおよびKADOKAWAのYouTube動画では「全三巻」「詳細は2023年1月に公表予定」とされていたが、1月中に情報が公表されることはなく、2月になってから第1巻についてのみ情報を発信するにとどまっていた。
| 巻 | 発売日        | 収録話       | 規格品番  | 規格品番   | 映像特典 |
| 巻 | 発売日        | 収録話       | BD        | DVD        | 映像特典 |
| -- | ------------- | ------------ | --------- | ---------- | -------- |
| 1  | 2023年9月27日 | 第1 - 3話    | KAXA-8491 | KABA-11281 | -        |
| 2  | 2024年4月24日 | 第4 - 6話    | KAXA-8492 | KABA-11282 | -        |
| 3  | 2024年7月24日 | 第7 - 最終話 | KAXA-8493 | KABA-11283 | -        |